# Кузнецов Юрій Анатолійович
Ю́рій Анато́лійович Кузнєцо́в (* 11 липня 1953, Одеса — 2 травня 2016, Одеса) — український джазовий піаніст, віртуозний імпровізатор-мультиінструменталіст, композитор і педагог, засновник та артдиректор міжнародного джазового фестивалю «Джаз-карнавал в Одесі», президент «Клубу Високої Музики», заслужений діяч мистецтв України. 

Грав твори в спектрі від класичного до експериментального та авангардного джазу, володар спеціального призу Пола Маккартні на міжнародному конкурсі Yesterday в Естонії. Завдяки неординарному музичному таланту й неперевершеній техніці ім'я Кузнєцова широко відомо як в Україні так і закордоном.

## Біографія
Народився 11 липня 1953 року в Одесі.
В 1978 році закінчив Одеську консерваторію по класу фортепіано, де з 1979-го викладав теорію музики й композицію.

1980 року став одним із засновників естрадно-джазового відділення Одеського музичного училища ім. К. Ф. Данькевича. Того ж року спільно з О. Кучеровським і С. Заком заснував перше професійне джазове тріо Одеської філармонії. У 1997 році Юрій Кузнєцов створив і очолив «Клуб високої музики», що організував концерти зірок світового джазу — Еріка Марієнталя, Джефа Лорбера, Вільяма Кеннеді, Джіммі Хасліп, Чака Лоуба, Марка Ігена та ін. 

З 2000 року є артдиректором та активним учасником Міжнародного джазового фестивалю «Джаз-карнавал в Одесі».

## Творчість
Юрій Кузнєцов — автор музики до театральних спектаклів «Venus» та «Моцарт і Сальєрі», кінострічок «Запах осені», «Грішник», «Таксі-блюз» (спільно з Володимиром Чекасіним, Гран-прі Каннського кінофестивалю), «Impression» (Гран-прі Міжнародного кінофестивалю Пост-Монтре) тощо.

З 2010 року бере активну участь у озвученні світових шедеврів німого кіно: «Арсенал» (реж. Олександр Довженко, 1929, виступи на міжнародних фестивалях "Німі ночі 2010, «Гогольfest 2010», «Jazz Koktebel 2010»), «Нічний візник» (реж. Георгій Тасін, 1928, виступ в рамках міжнародного фестивалю «Книжковий Арсенал 2011»), «Страсті Жанни д'Арк» (реж. Карл Теодор Дреєр, 1928, виступ на фестивалі «Німі ночі 2011»).